# Aristóbulo Cala
Aristóbulo Cala Cala (Hato, 13 mei 1990) is een Colombiaans wielrenner die anno 2018 rijdt voor Bicicletas Strongman Colombia Coldeportes.

## Carrière
In 2010 werd Cala derde op het nationale wegkampioenschap voor beloften, achter Juan Pablo Valencia en Jonathan Millán.
In augustus 2017 nam Cala na de vierde etappe van de Ronde van Colombia, waarin hij vijfde werd, de leiding in het algemeen klassement over van Nicolás Paredes. Zijn leiderstrui raakte hij in de overige acht etappes niet meer kwijt, waardoor hij Mauricio Ortega opvolgde op de erelijst.

## Doping
Aristóbulo Cala testte op 14 april 2021 positief bij een ‘out of competition’ controle op androgene anabole steroïden. Twee dagen later begon de Ronde van Colombia, waar de renner na tien dagen naar de derde plaats in het eindklassement reed. Twee maanden later werd hij Colombiaans kampioen op de weg.

## Overwinningen
2017
Eindklassement Ronde van Colombia
2018
10e etappe Ronde van Costa Rica

## Ploegen
- 2017 –  Bicicletas Strongman
- 2018 –  Bicicletas Strongman Colombia Coldeportes

Acosta · Angarita · Ariza · Becerra · Caicedo · Cala · Calderón · Castro · Gómez · González · Mendoza · Millán · Muñoz · Rozo · Sánchez · Sastoque · Tamayo
Acosta · Ariza · Cala · Calderón · Cañaveral · Cano · Estrada · González · Hernández · Muñoz · Ocampo · Pedroza · Quiroz · Sandoval